# Aceratium
Aceratium es un género   de plantas   perteneciente a la familia Elaeocarpaceae.  Comprende 35 especies descritas y de estas, solo 21 aceptadas.

## Taxonomía
El género fue descrito por Augustin Pyrame de Candolle y publicado en Prodromus Systematis Naturalis Regni Vegetabilis 1: 519. 1824. La especie tipo es: Aceratium oppositifolium DC. 

## Especies aceptadas
A continuación se brinda un listado de las especies del género Aceratium aceptadas hasta febrero de 2014, ordenadas alfabéticamente. Para cada una se indica el nombre binomial seguido del autor, abreviado según las convenciones y usos.
- Aceratium archboldianum A.C.Sm.
- Aceratium braithwaitei (F.Muell.) Schltr.
- Aceratium brassii A.C.Sm.
- Aceratium calomala Blanco
- Aceratium concinnum (S.Moore) C.T.White
- Aceratium dasyphyllum A.C.Sm.
- Aceratium doggrellii C.T.White
- Aceratium ferrugineum C.T.White
- Aceratium hypoleucum Kaneh. & Hatus.
- Aceratium ledermannii Schltr.
- Aceratium megalospermum (F.Muell.) Balgooy
- Aceratium muellerianum Schltr.
- Aceratium oppositifolium DC.
- Aceratium pachypetalum Schltr.
- Aceratium parvifolium Schltr.
- Aceratium pittosporoides Schltr.
- Aceratium sericeum A.C.Sm.
- Aceratium sericoleopsis Balgooy
- Aceratium sinuatum Coode
- Aceratium sphaerocarpum Kaneh. & Hatus.
- Aceratium tomentosum Coode